# Stroj (priimek)
Stroj je priimek več znanih Slovencev:
- Alojzij Stroj (1868—1957), duhovnik, nabožni pisatelj in organizator
- Franci Stroj, podjetnik
- Janez Jožef Stroj (?—1828), zdravnik
- Janez Pavel Stroj (1758—1870), duhovnik in nabožni pisatelj
- Mihael Stroj (1803—1871), slikar